# 日本福音主義宣教師団
日本福音主義宣教師団(にほんふくいんしゅぎせんきょうしだん、Japan Evangelical Missionary Association,JEMA)は福音主義的な宣教師の連絡団体である。
1967年に、日本聖書主義キリスト者協議会が活動を停止して、1968年に日本福音主義宣教師協会(EMAJ)と日本福音宣教師団協議会(JCEM)が合同してできた団体である。
1968年に、日本福音連盟(JEF)と日本プロテスタント聖書信仰同盟(JPC)と共に1968年に成立した日本福音同盟(JEA)の創立会員になった。日本福音同盟成立後も、日本国外に福音的な宣教師を派遣している。